# مارتن لوثر كينغ الأب
مارتن لوثر كينغ سينيور (بالإنجليزية: Martin Luther King Sr.) هو كاهن أمريكي، ولد في 19 ديسمبر 1899 في ستوكبريدج في الولايات المتحدة، وتوفي في 11 نوفمبر 1984 في أتلانتا في الولايات المتحدة بسبب نوبة قلبية.